# Lupold von Bebenburg

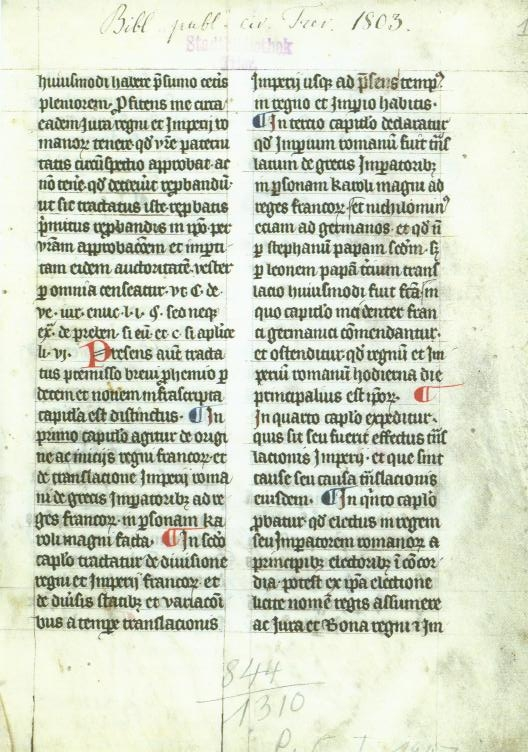
Lupold von Bebenburg: Tractus de iuribus regni et imperii, Wissenschaftliche Bibliothek der Stadt Trier (Hs. 844/1310 4°)

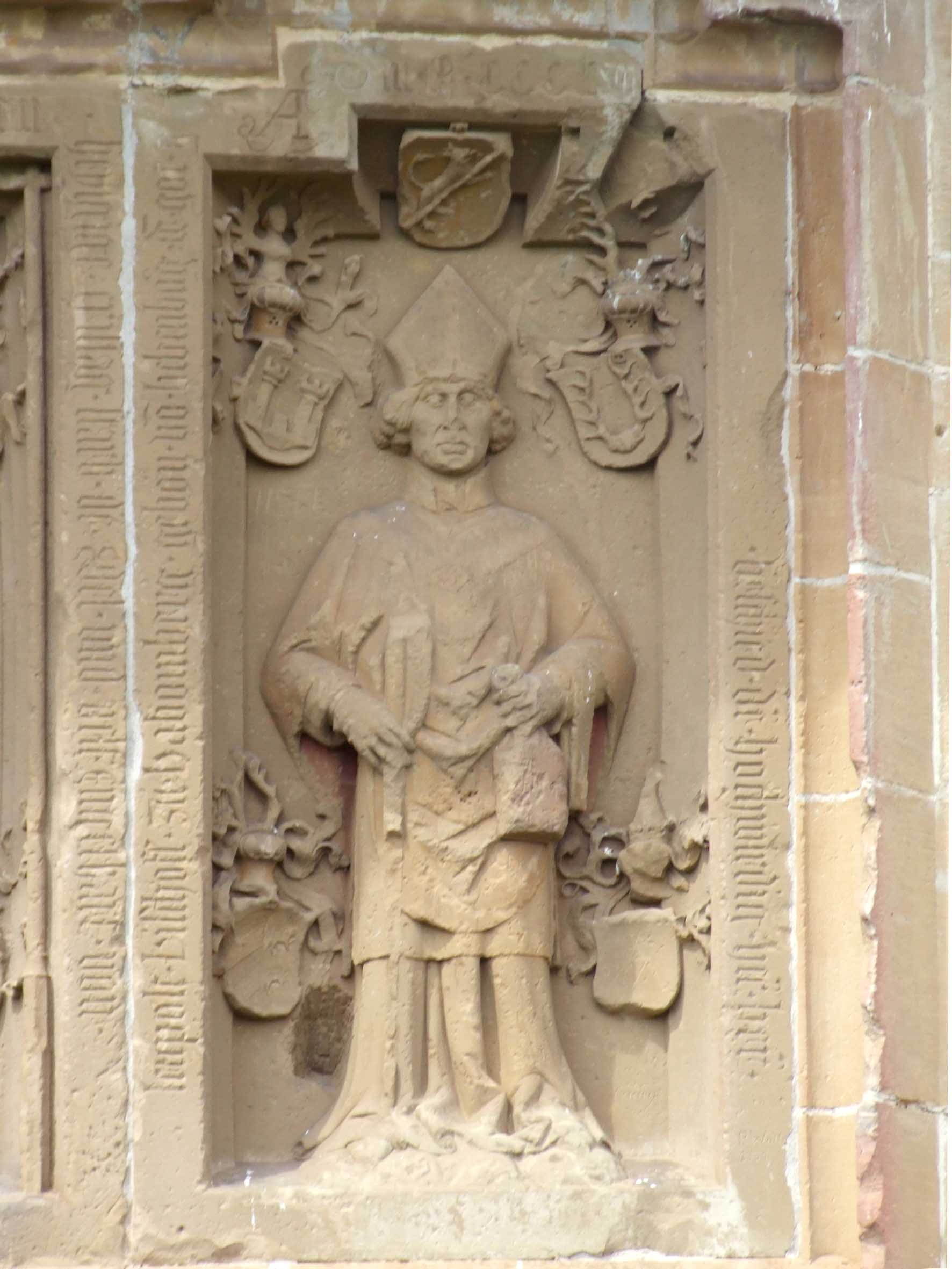
Epitaph Lupolds an der Anhäuser Mauer

Lupold von Bebenburg (* um 1297; † 28. Oktober 1363) war Rechtsgelehrter, Offizial des Würzburger Bischofs und als Lupold/Leopold III. Bischof von Bamberg von 1353 bis 1363.

## Leben
Lupold war Angehöriger einer fränkischen Reichsministerialenfamilie, die sich nach der Burg Bebenburg bei Gerabronn nannte. Er studierte ab 1316 kanonisches Recht in Bologna und war danach Domherr in Bamberg und Mainz sowie Propst in Erfurt. Die meiste Zeit wirkte er als Domherr in Würzburg, unter anderem seit 1328 mit Unterbrechungen als bischöflicher Offizial. Am 12. Januar 1353 wurde er als Bischof von Bamberg gewählt. Die Wahl zum Bischof von Konstanz 1357 lehnte er ab. Lupold starb am 28. Oktober 1363 an Typhus, als diese Krankheit während einer Hungersnot umging.

## Überlieferte Schriften

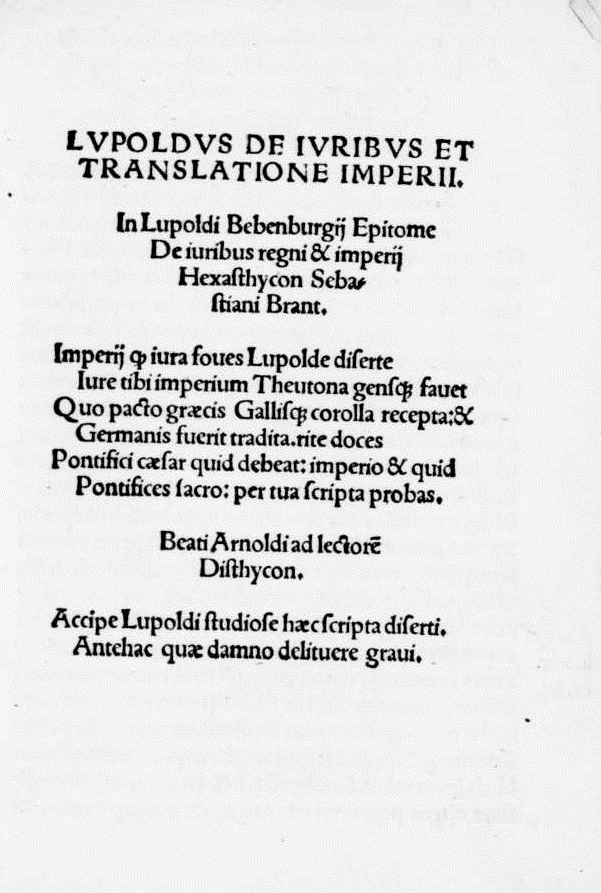
De iuribus et translatione imperii, 1508

- Tractatus de iuribus regni et imperii Romani. Gewidmet Erzbischof Balduin von Trier (um 1340 verfasst).
  - De iuribus et translatione imperii. Matthias Schürer, Strasbourg 1508 (Latein, beic.it).
- Ritmaticum querolosum et lamentosum dictamen de modernis cursibus et defectibus regni ac imperii Romanorum. Eine in leoninischen Hexametern verfasste Zeitklage, gerichtet an Fürsten und Adel. Ins Deutsche übersetzt als Von dem Romschen Riche eyn clage von Otto Baldemann.
- Libellus de zelo christiane religionis veterum principum Germanorum. Eine Mahnung, gerichtet an Fürsten und Adel.
- Liber privilegiorum. Als 1346 begonnene Aufzeichnung der dem Bistum Würzburg von den deutschen Herrschern verliehenen Privilegien.
- Liber de ortu. Als 1349 erfolgte Zusammenfassung des Liber privilegiorum, soweit es Einleitung und chronikalische Teile des Letzteren betraf.

Der Tractatus ist die Hauptschrift Lupolds, ein Buch zur politischen Theorie der Rechte des fränkisch-deutschen König- und Kaisertums. Demnach habe der römisch-deutsche König auf Grund seiner Wahl durch die Kurfürsten auch ohne päpstliche Approbation die Herrschaftsrechte über Deutschland, Burgund und Italien besessen. Als Kaiser habe er den Schutz über Papst und Kirche ausgeübt, sei aber den anderen europäischen Königen bis auf seine auf der translatio imperii beruhende Rolle als Friedensrichter weitgehend gleichgestellt gewesen. Damit lieferte Lupold die theoretische Begründung für die Bildung des Kurvereins von Rhense 1338 und die Formulierung der Goldenen Bulle von 1356, die die Rechtsstruktur des Reiches als eines der Reichsgrundgesetze auf Jahrhunderte formte.

## Werke
- Staatsschriften des späteren Mittelalters 4: Politische Schriften des Lupold von Bebenburg. Tractatus de iuribus regni et imperii - Libellus de zelo Christianae religionis veterum principum Germanorum - Ritmaticum querulosum et lamentosum dictamen de modernis cursibus et defectibus regni ac imperii Romanorum. Herausgegeben von Jürgen Miethke und Christoph Flüeler. Hannover 2004 (Monumenta Germaniae Historica, Digitalisat) (dort auch ein umfassender Überblick über Leben und Werk, verfasst von Jürgen Miethke)